# Władysław Wałach
Władysław Jan Wałach (ur. 25 czerwca 1935 w Pstrągowej) – polski działacz partyjny i państwowy, były I sekretarz Komitetów Miejskich PZPR w Zduńskiej Woli i Tomaszowie Mazowieckim, w latach 1976–1990 wicewojewoda piotrkowski.

## Życiorys
Syn Antoniego i Pelagii. Od 1969 do 1970 kształcił się w Wieczorowym Uniwersytecie Marksizmu-Leninizmu, od 1971 do 1974 był słuchaczem Wyższej Szkole Partyjnej KPZR. W 1960 wstąpił do Polskiej Zjednoczonej Partii Robotniczej, początkowo był sekretarzem Rady Zakładowej w Zakładach Włókien Chemicznych „Chemitex-Wistom” w Tomaszowie Mazowieckim. Od 1965 pełnił funkcję sekretarza w Komitecie Powiatowym PZPR w Tomaszowie Mazowieckim, a od 1970 do 1971 – I sekretarza KM w Zduńskiej Woli. W latach 1974–1976 powrócił do Tomaszowa jako I sekretarz Komitetu Miejskiego, od 1974 kierował też tamtejszą Miejską Radą Narodową. Należał do Komitetów Wojewódzkich PZPR w Łodzi (w 1975) i Piotrkowie Trybunalskim (od 1975), zasiadł także w egzekutywie KW PZPR w Piotrkowie Trybunalskim. Od września 1976 do 1990 pełnił funkcję wicewojewody piotrkowskiego. W 1989 kandydował do Senatu w okręgu piotrkowskim (zajął 6 miejsce na 12 kandydatów).